# Nathalie Cardone
Nathalie Cardone (ur. 29 marca 1967 w Pau, departament Pireneje Atlantyckie) – francuska aktorka i piosenkarka, urodzona z ojca Sycylijczyka i matki Hiszpanki.
Pojawiła się po raz pierwszy na ekranach kin francuskich w 1988, w filmie Drôle d'endroit pour une rencontre, w którym występował także Gérard Depardieu i Catherine Deneuve. Zdobyła nominację do Nagrody César dla najbardziej obiecującego aktora w 1989. Jej kariera rozpoczęła od niewielkiej roli w filmie La Petite Voleuse.
Jest wykonawczynią jednej z popularnych wersji kubańskiego utworu Hasta Siempre na cześć lewicowego rewolucjonisty Che Guevary.